# Fredrik Stenman
Erik Karl-Fredrik Stenman, född 2 juni 1983, är en svensk före detta fotbollsspelare (vänsterback). Han spelade under sin karriär för bland annat Djurgårdens IF, Bayer Leverkusen och FC Groningen.

## Fotbollskarriär

### Karriären i svenska klubblag (–2005)
Fredrik Stenman är uppväxt i Munktorp utanför Köping. Han kom till Elfsborg år 2002 och spelade där till sommaren 2003 då han skrev på för Djurgårdens IF som precis hade sålt Mikael Dorsin. En av Stenmans första matcher blev mötet med Partizan Belgrad på Råsunda där han visade fingrarna mot Partizan-klacken och blev därmed avstängd i kommande europacupmatcher. Hösten 2003 kröntes med ett allsvenskt guld med Djurgården. År 2004 blev det ytterligare en titel med Djurgården då det blev en seger i finalen i Svenska Cupen. Under sommaren 2004 när Djurgården spelade Champions League-kval avtjänade Stenman sin avstängning och var tillbaks till mötet med Juventus där Djurgården inte räckte till under 180 minuter. År 2005 var Stenman med och vann "dubbeln" med Djurgården.

### Karriären i utländska klubblag (2006–2014)
Strax efter att Djurgården vunnit dubbeln i slutet av 2005 skrev Stenman på för den tyska Bundesliga-klubben Bayer Leverkusen. Där stannade han i ett och ett halvt år och blev dessutom inkallad till Sveriges VM-trupp 2006 men utan speltid. Den 28 mars 2007 skrev Stenman på för fyra säsonger med holländska klubben FC Groningen med start 1 juli 2007. Den 23 mars 2011 skrev Stenman på för 3 säsonger (till sommaren 2014) med belgiska topplaget Club Brugge KV med start från sommaren 2011 .

### Tillbaka till svensk klubbfotboll (2014–2016)
Under måndagsmorgonen den 14 juli 2014 stod det klart att Fredrik Stenman återvänder till Sverige och Djurgården med ett 1,5-årskontrakt och ömsesidig förhoppning om förlängning efter det. I första videointervjun nämnde Stenman att en övergång till Djurgården var "halv på gång" redan i slutet av sommarens transferfönster 2013. Stenman nämnde även att han "mer eller mindre" blivit utfryst sedan januari 2014 från Club Brugge för att han inte hade förlängt sitt kontrakt där klubben erbjöd halverad lön, samt att han och flickvännen inte trivdes så bra i Brygge. I första videointervjun visades tröjnumret 3 som han hade senast i Djurgården (2003–2005). Mot slutet av Allsvenskan 2015 stod det klart att det inte blir någon förlängning och lämnar som bosman, vilket innebar att Stenman tackades av för bägge sejourerna (2003–05 & 2014–15) i Djurgården i samband med sista hemmamatchen .
Den 1 mars 2016 gick Stenman till division 3-klubben IFK Lidingö. Han spelade 14 matcher och gjorde fyra mål för klubben under säsongen 2016. Lidingö slutade på första plats och blev uppflyttade till Division 2. Stenman spelade en match för IFK Lidingö i Division 2 2019.

## Meriter
- A-landskamper
- VM 2006
- 26 U21-landskamper (och deltagit i Sveriges lag i U21-EM i Tyskland 2004)
- SM-guld: 2003, 2005
- Svenska cupen: 2004, 2005

## Seriematcher och mål
- 2000: 1 / 0 - (Västerås SK)
- 2001: 27 / 3 - (Västerås SK)
- 2002: 23 / 0 - (IF Elfsborg)
- 2003: 13 / 0 - (lämnade Elfsborg under sommaren)
- 2003: 11 / 0 - (anslöt till Djurgården under sommaren)
- 2004: 26 / 3 - (Djurgårdens IF)
- 2005: 26 / 5 - (Djurgårdens IF)
- 2005–2006: 15 / 0 - (Bayer 04 Leverkusen)
- 2006–2007: 13 / 0 - (Bayer 04 Leverkusen)
- 2007–2008: 28 / 0 - (FC Groningen)
- 2008–2009: 27 / 0 - (FC Groningen)
- 2009–2010: 29 / 2 - (FC Groningen)
- 2010–2011: 34 / 2 - (FC Groningen)
- 2011–2012: 7 / 0 - (Club Brugge)
- 2012–2013: 0 / 0 - (Club Brugge)
- 2014: 13 / 0 - (Djurgårdens IF)
- 2015: 6 / 0 - (Djurgårdens IF)